# Michael Shea (scrittore)
Michael Shea (Los Angeles, 3 luglio 1946 – 16 febbraio 2014) è stato uno scrittore statunitense, di letteratura fantastica, insignito per due volte del Premio World Fantasy.

## Adattamenti
Una riduzione televisista del racconto di Shea L'autopsia (The Autopsy) è stata trasmessa in streaming su Netflix il 26 ottobre 2022, come terzo episodio della serie antologica Guillermo del Toro's Cabinet of Curiosities.

## Opere
Per ogni testo si indica la prima edizione nell'originale inglese e l'eventuale prima traduzione in lingua italiana. Le serie di romanzi interconnessi sono elencate cronologicamente, in base alla data di pubblicazione del primo episodio di ogni ciclo.

### Ciclo della Terra morente
Il primo romanzo di Shea si svolge nell'universo della Terra Morente creato da Jack Vance e prosegue direttamente il finale aperto del romanzo vanciano Le avventure di Cugel l'Astuto:
- Simbilis (A Quest for Simbilis), DAW Collectors 88, DAW Books, 1972. Traduzione di Maurizio Gavioli, Orizzonti. Capolavori di Fantasia e Fantascienza XIV, Fanucci Editore, 1980.

Quando in seguito decise di proseguire la saga personalmente, Vance non tenne in conto gli eventi del romanzo di Shea, tuttavia ne riconobbe la validità come "speciale fuori serie"; per questa ragione l'opera è stata ripubblicata in Paladins of Vance 2, Spatterlight Press, 2020.

### Nifft
1. La Leggenda di Nifft (Nifft the Lean), DAW Collectors 508, DAW Books, 1982. Traduzione di Gaetano Luigi Staffilano, Urania Fantasy 1a serie n. 43, Arnoldo Mondadori Editore, 20 Dicembre 1991.
2. The Mines of Behemoth, serializzato nel periodico Tomorrow Speculative Fiction n. 21, 22 e 23, Giugno Agosto e Ottobre 1996; prima edizione in volume Baen Books, 1997.
3. The A'rak, Baen Books, 2000.

In previsione della pubblicazione del terzo romanzo, i primi due sono stati ristampati congiuntamente nell'omnibus The Incompleat Nifft (Baen Books, 2000).

### Ciclo di Cthulhu
Shea ha ambientato tredici racconti nell'universo narrativo condiviso del Ciclo di Cthulhu creato da H.P. Lovecraft; tutti i testi sono stati riuniti nella raccolta tematica postuma Demiurge: The Complete Cthulhu Mythos Tales of Michael Shea, a cura di S. T. Joshi, Dark Regions Press, 2017. 
- "Faccione" ("Fat Face"), come chapbook per Axolotl Press, 1987. Traduzione di Gianni Pilo, nell'antologia L'ora della paura, I Nuovi Best-seller 32, Newton Compton Editori, 1991.
- "Nemo Me Impune Lacessit", nella rivista Whispers n. 15-16, Marzo 1982.
- "The Presentation", nella rivista Allen K's Inhuman Magazine n. 3, Dicembre 2005.
- "The Pool", nella rivista Weird Tales vol. 62 n. 1, Febbraio-Marzo 2007.
- "The Recruiter", nell'antologia Lovecraft Unbound: Twenty Stories, a cura di Ellen Datlow, Dark Horse Books, 2009.
- "The Battery", nella raccolta Copping Squid and Other Mythos Tales, Perilous Press, 2009.
- "Copping Squid", nella raccolta Copping Squid and Other Mythos Tales, Perilous Press, 2009.
- "Dagoniad", nella raccolta Copping Squid and Other Mythos Tales, Perilous Press, 2009.
- "Tsathoggua", nella raccolta The Autopsy and Other Tales, Centipede Press, 2008.
- "Beneath the Beardmore", nell'antologia A Mountain Walked, a cura di S. T. Joshi, Centipede Press, 2014.
- "Momma Durtt", nella rivista Weird Tales vol. 66 n. 4, Autunno 2012.
- "Under the Shelf", nell'antologia The Madness of Cthulhu: Volume 1, a cura di S. T. Joshi, Titan Books, 2014.
- Demiurge, inedito.

Inoltre, dopo la morte di Shea, sono stati ritrovati fra le sue carte due romanzi giovanili ambientati anch'essi nel Ciclo di Cthulhu:
- Mr. Cannyharme, completato nel 1981, postumo per Hippocampus Press, 2021[1].
- Momma Durtt, completato verso il 1990, postumo per Hippocampus Press, 2024[2].

### The Extra
Questa serie ebbe origine da un racconto originariamente autoconclusivo:
- "The Extra", nel mensile The Magazine of Fantasy & Science Fiction vol. 72 n. 5, Maggio 1987.

Successivamente Shea espanse il racconto in un romanzo e ne compose un sequel, ma morì prima di poter completare la serie con un terzo volume.
1. The Extra, Tor Books, 2010.
2. Assault on Sunrise, Tor Books, 2013.

### Romanzi autoconclusivi
- The Color Out of Time, DAW Collectors 595, DAW Books, 1984.
- Yana (In Yana, the Touch of Undying), DAW Collectors 595, DAW Books, 1985. Traduzione di  Piero Cavallari, Urania Fantasy 1a serie n. 3, Arnoldo Mondadori Editore, 20 Agosto 1988.

## Riconoscimenti
Si elencano solo le vittorie e non anche le candidature.
- 1983 Premio World Fantasy al miglior romanzo per La Leggenda di Nifft (Nifft the Lean).
- 2005 Premio World Fantasy alla miglior novella per The Grownlimb.